# Toscana
Toscana es una de las veinte regiones que conforman la República Italiana. Su capital y ciudad más poblada es Florencia. Está ubicada en la Italia central, limitando al norte con Emilia-Romaña, al este con Marcas, al sureste con Umbría, al sur con Lacio, al oeste con los mares Tirreno y de Liguria y al noroeste con Liguria. Con 22 994 km² es la quinta región más extensa del país, por detrás de Sicilia, Piamonte, Cerdeña y Lombardía.
Los 633 km de costas (397 km continentales y 236 km insulares) están bañados por el mar de Liguria en el tramo centro-septentrional entre Carrara (junto a la desembocadura del torrente Parmignola, limítrofe con Liguria) y el golfo de Baratti y el mar Tirreno baña a su vez el tramo costero meridional entre el promontorio de Piombino y la desembocadura del Chiarone, en el territorio conocido como Maremma grossetana, que marca el límite con Lacio.
La región de Toscana es una de las mayores y más importantes regiones italianas por su patrimonio artístico, histórico, económico, cultural y geográfico. Se halla en la zona central de Italia y es uno de los principales destinos turísticos del país.

## Etimología
El nombre es antiquísimo y deriva del epónimo usado por los griegos y los latinos para definir la tierra habitada por los etruscos: «Etruria», que evolucionó luego a «Tuscia» y de ahí a «Toscana». Incluso los confines de la actual Toscana se corresponden con la línea máxima de la Etruria antigua, que comprendían incluso partes de las actuales regiones del Lacio y de Umbría, hasta el río Tíber.

## Geografía física
De forma más bien triangular y situada entre la parte septentrional del mar Tirreno y los Apeninos centrales, la Toscana tiene una superficie de aproximadamente 22 993 kilómetros cuadrados. Aunque rodeada y cruzada por las principales cadenas montañosas, dejando entre sí algunas escasas llanuras caracterizadas por ser muy fértiles, en la región abunda un relieve dominado por el paisaje ondulado que conforman las colinas.

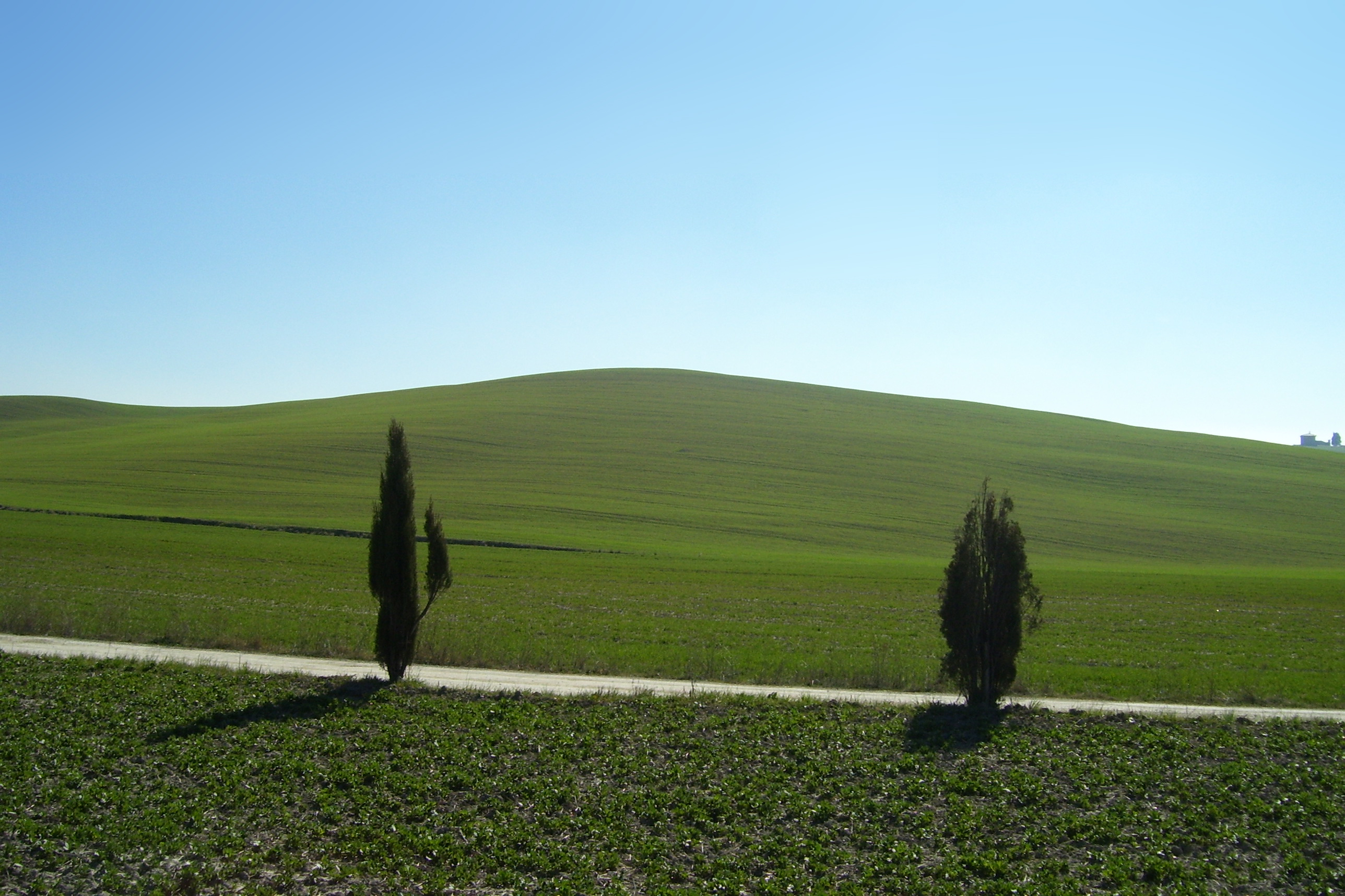
Paisaje de colinas en Val d'Orcia

El territorio toscano está poblado de colinas y montes: el Apenino está surcado por las cuencas de la Lunigiana, la Garfagnana, el Mugello y el Casentino. Las llanuras son escasas, costeras como la Versilia y la Maremma o aluviales como la llanura del río Arno. En la costa se alternan largas playas (Versilia, zona de Cecina) y promontorios (Plombino, Argentario); las islas del archipiélago toscano pueden considerarse una prolongación de los relieves costeros.
Mientras que las montañas se extienden por el 25 % del área total y las pocas llanuras solo un 8,4 % de su superficie, casi todas coincidiendo con el valle del río Arno, el conjunto suma un total de 1930 kilómetros cuadrados, de los que las colinas suponen dos tercios (66,5 %) de la superficie total de la región, que se extiende por 15 292 kilómetros cuadrados.

El monte más alto de Toscana es el Monte Prado (2054 m s. n. m.), ubicado en Sillano Giuncugnano, provincia de Lucca. Hay volcanes como el Monte Amiata 1738 m s. n. m. El principal río es el Arno (241 km); otros son el Ombrone, el Serchio y el Cecina. El lago costero más extenso es la laguna de Orbetello con una superficie de 26,2 km².

Altimetría de la Toscana

Los 633 km en total de costa son 397 km continentales y 230 km insulares. Limitan con la Toscana el mar de Liguria y el mar Tirreno; dos accidentes destacados el canal de Piombino y el canal de Córcega. Las islas principales de la costa toscana son Elba, Giglio, Capraia, Montecristo y Pianosa.
El clima, que es bastante suave en las zonas costeras, es más lluvioso y severo en el interior, con considerables fluctuaciones de temperatura entre el invierno y el verano lo que da a la región un suelo que construye ciclo de helada-deshielo activo que es en parte responsable de que en el pasado fuera el almacén de cereales de la Antigua Roma.
Las reservas naturales cubren un total de 227 000 hectáreas, casi el 10 % del territorio toscano. En la región se encuentran tres parques nacionales italianos, uno de ellos, el parque nacional del Archipiélago Toscano, se encuentra totalmente dentro del territorio toscano, mientras que los otros dos se sitúan entre Toscana y la región de Emilia-Romaña: el parque nacional delle Foreste Casentinesi, Monte Falterona y Campigna y el parque nacional de los Apeninos tosco-emilianos.

## Historia
La época anterior a los etruscos en la región, a finales de las edades de Bronce y del Hierro es semejante a la de los primeros griegos, los micénicos, de la que surgió después la civilización etrusca. Los etruscos crearon la primera gran civilización en esta región, suficientemente grande para establecer una infraestructura de transporte, para implementar la agricultura y la minería y producir un arte vibrante.
A finales del Neolítico (después del 1000 a. C.), el territorio entre el valle del Arno y el del Tíber estuvo poblado por los etruscos: pueblo misterioso, quizás de proveniencia oriental, cuya lengua preindoeuropea no ha sido aún descifrada completamente.
Entre el siglo VII y el siglo VI a. C., los etruscos extendieron su hegemonía a una parte de la Pianura Padana y de Córcega.
En el siglo V a. C., derrotados por los griegos y cartagineses, se retiraron dentro de sus fronteras tradicionales; finalmente (siglo IV a. C.) fueron vencidos y sometidos por Roma y desaparecieron.

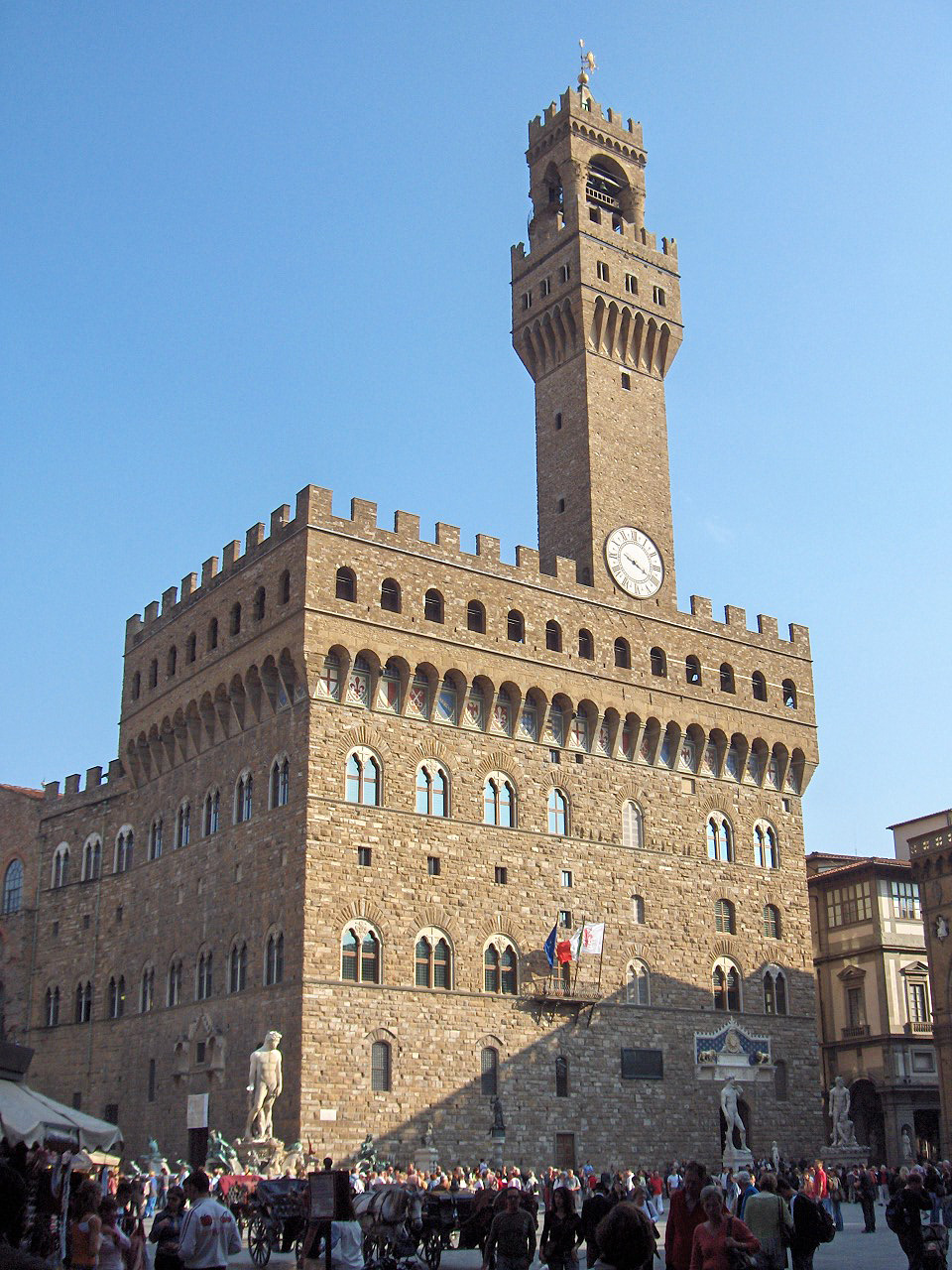
Palazzo Vecchio en Florencia

Más tarde, los romanos dominaron Etruria, anexionándosela en el año 351 a. C., que pasó a ser una de las catorce regiones en que Augusto dividió Italia. Los romanos fundaron las ciudades de Lucca, Pisa, Siena y Florencia, y dotaron a la zona con nuevas tecnologías y desarrollo, y aseguraron la paz. Entre sus logros están varias calzadas, que transformaron el aspecto de Italia en general y de Toscana en particular: 
- la vía Aurelia, que recorría la costa hasta el puerto de Pisa y la base naval de Guenua (Génova);
- la vía Clodia, que se detenía en Saturnia;
- la vía Cassia, que unía Roma con Florencia;
- la vía Flaminia, que unía Roma con Umbría y el mar Adriático.

Estos nuevos caminos romanos evitaban cuidadosamente los grandes centros etruscos, cuya decadencia no tardó en seguir, mientras que las nuevas ciudades romanas cobraban importancia. Es el caso, por ejemplo, de "Pistoriae" (Pistoia), que, al principio, era solo una ciudad pequeña fortificada al borde de la vía Casia.
En el siglo VI, los longobardos llegaron a la región y eligieron Lucca como la capital de su Ducado de Tuscia.
Después de la destrucción del reino lombardo por Carlomagno en el siglo VIII, se convirtió en un condado, el condado de Lucca. Luego fue un marquesado con Adalberto I en el siglo IX. En el siglo XI, el marquesado pasó a la familia Attoni de Canossa, quienes también tenían Módena, Reggio Emilia y Mantua. Matilde de Canossa fue su miembro más famoso. La muerte de Matilde de gota en el año 1115 marcó el final de una era en la política italiana. Legó sus posesiones al papado, lo que determinó el comienzo de una lucha entre el Papado y el Imperio por este territorio.

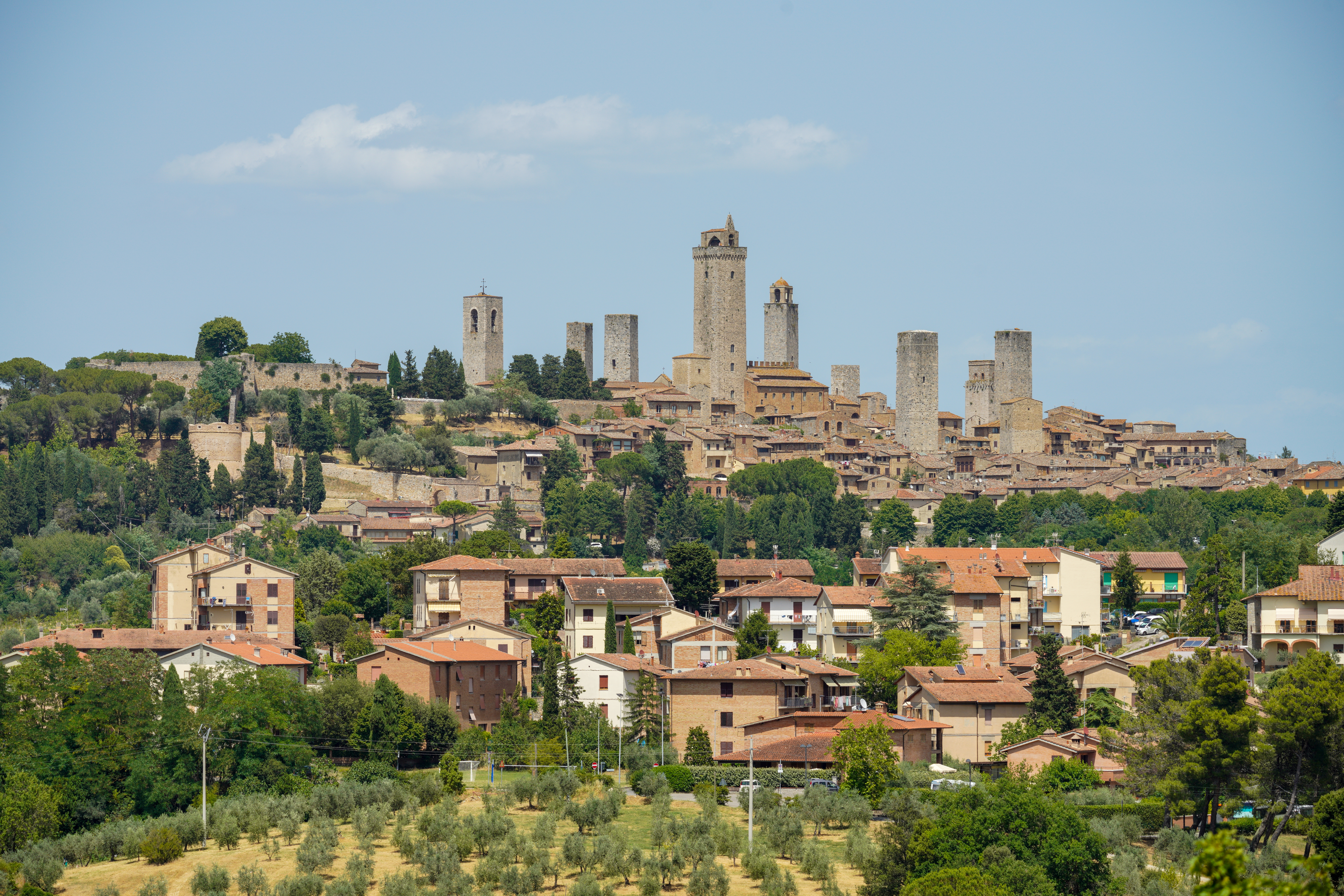
Las torres de San Gimignano

Con los francos, la región empezó a recuperarse; pero solamente a partir del siglo XII comenzó una auténtica mejoría económica y política, cuando Pisa estableció relaciones comerciales con el Oriente y Siena y Florencia emprendieron actividades industriales (textiles) y financieras (bancos).
La ruta de peregrinación por la Vía Francígena entre Roma y Francia llevó riqueza y desarrollo a la región en la Edad Media. El conflicto entre los güelfos y gibelinos, facciones que apoyaban al Papado y al Sacro Imperio en el centro y el norte de Italia durante los siglos XII y XIII, dividieron al pueblo toscano. Estos dos factores contribuyó al surgimiento e independencia de ricas comunidades medievales: Arezzo, Florencia, Lucca, Pisa y Siena. Una familia que se benefició de la creciente riqueza de Florencia fueron los Médici, que pasaron a gobernarla.
La economía de la región se mantuvo próspera hasta mediados del siglo XIV, cuando una desastrosa sucesión de carestía, peste y reveses financieros hicieron zozobrar a Florencia y a Siena.
En Florencia, en 1434, la Señoría de los Médici sucedió al gobierno democrático (que en realidad era ya oligárquico). Cosme el Viejo y Lorenzo el Magnífico la convirtieron en la ciudad cultural de Italia, estabilizaron la economía y con ellos llegó a ser una potencia nacional.
En el siglo XVI, bajo Cosme I, la Señoría se transformó en Gran Ducado de Toscana, se conquistó Siena y se fundaron Academias y Universidades; solo la república de Lucca permaneció autónoma.
En el siglo XVI, el papa Clemente VII y Carlos V nombraron a Alejandro de Médici como el primer gobernante formalmente hereditario. Siena no fue incorporada a Toscana hasta 1555. Con el apoyo del emperador, Cosme I de Médici derrotó a los sieneses en la batalla de Marciano (1554) y asedió Siena. A pesar de la desesperada resistencia de sus habitantes, el 17 de abril de 1555, después de un asedio de quince meses, la ciudad cayó, su población había disminuido de 40.000 a 8000 personas. En 1559 Montalcino, el último reducto dela independencia sienesa, fue anexionada a los territorios de Cosme. En 1569 el papa Pío V lo elevó a la posición de gran duque de Toscana.

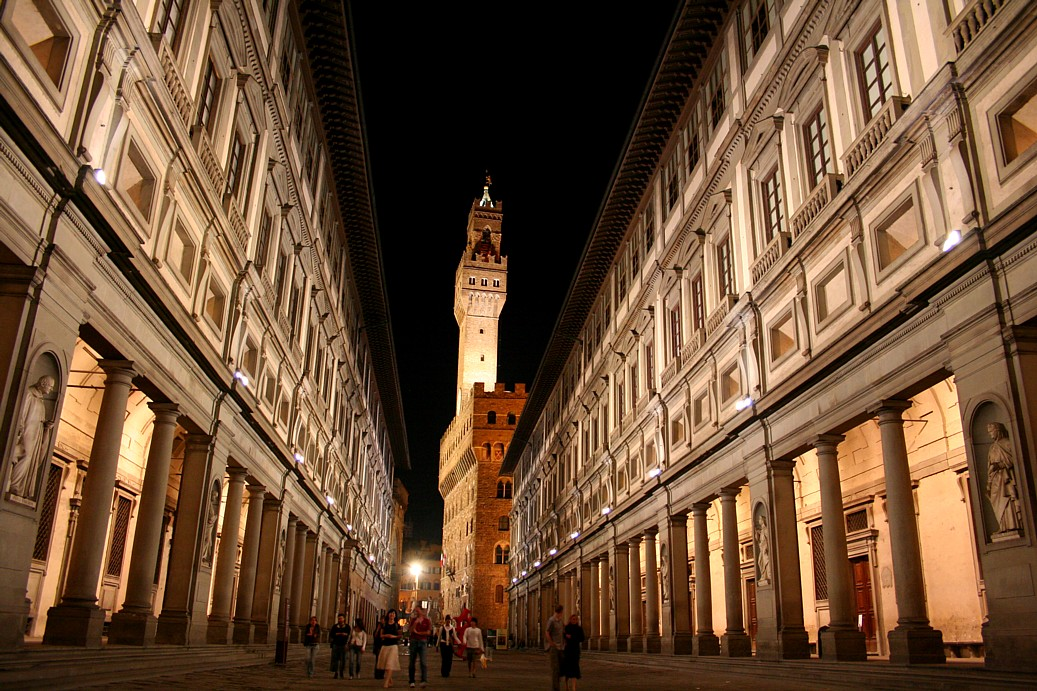
Galería Uffizi en Florencia

Los sucesores de Cosme no estuvieron a la altura de sus predecesores, se empobreció la economía del Estado y disminuyó el papel de Toscana en la política italiana.
Cuando Juan Gastón, el último de los Médici, murió sin herederos, el Gran Ducado fue heredado por la casa de Lorena. La guerra de sucesión polaca en los años 1730 significó la transferencia de Toscana de los Médici a Francisco Esteban, duque de Lorena y marido de la emperatriz de Austria María Teresa.
Leopoldo de Habsburgo-Lorena gobernó Toscana entre 1765 y 1790, realizando diversas reformas ilustradas; también se convirtió en rey de romanos desde 1790 hasta 1792 a la muerte de su hermano José II. El Gran Ducado pasó entonces a Fernando III, quien fue depuesto por Napoleón Bonaparte en el año 1801, de manera que Toscana pudo entregarla a los duques borbones de Parma como una compensación por la pérdida de su ducado. Durante este breve período, el Gran Ducado de Toscana fue conocido como el Reino de Etruria. En 1814 volvió al poder Fernando III, pero bajo la influencia de los austriacos.

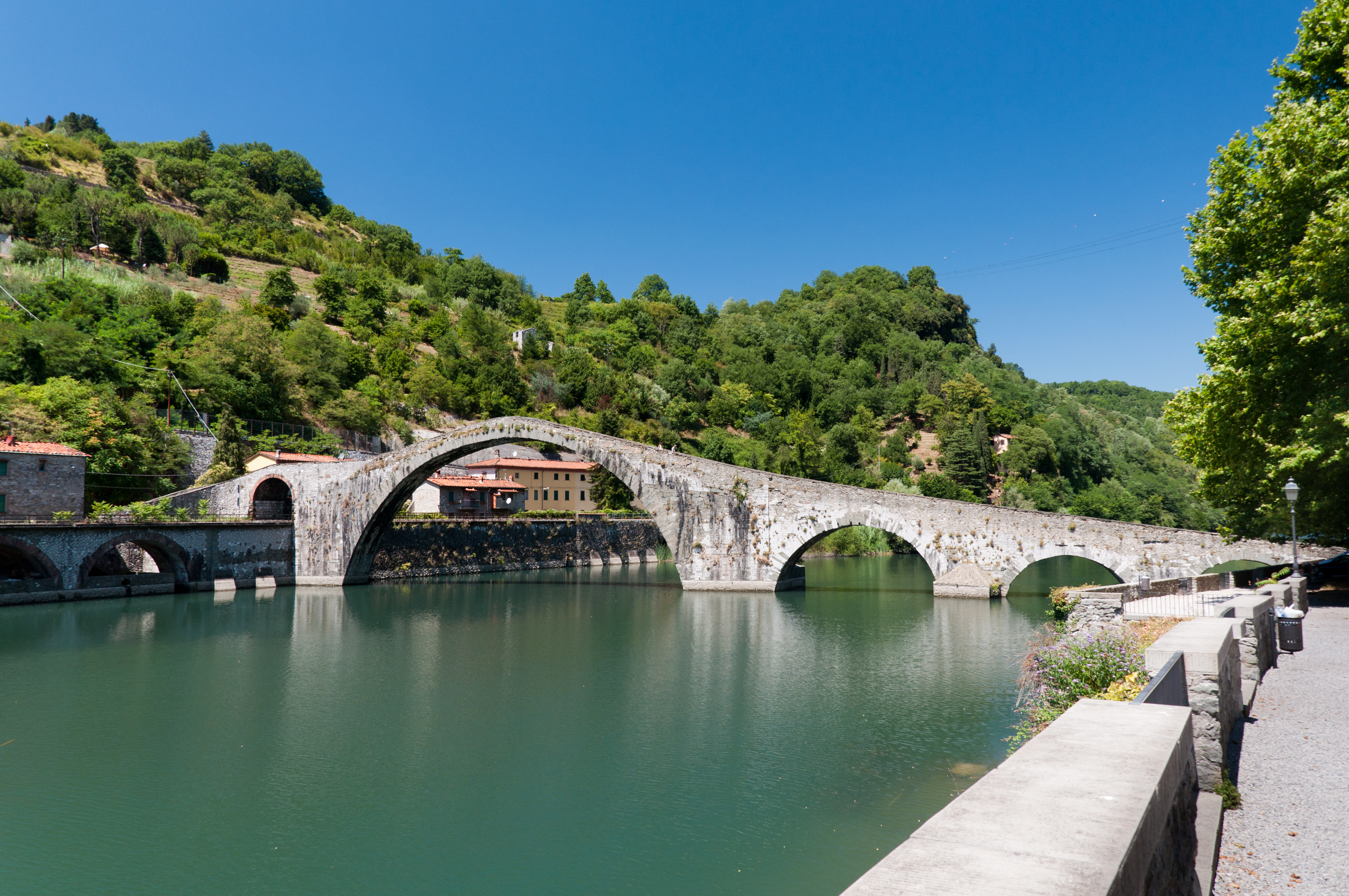
Puente del Diablo en Borgo a Mozzano.

Con la revolución de 1848, el gran duque Leopoldo II dictó una constitución. No obstante, en 1849 se implantó una república y Leopoldo II abandonó el territorio. Lo ocupó de nuevo con fuerzas austríacas y este regreso al poder apoyado con fuerzas austriacas hizo que perdiera el apoyo popular. En las guerras de independencia italianas de los años 1850, Toscana fue transferida de Austria a la nación unificada de Italia. Leopoldo II abandonó definitivamente Toscana en el año 1859. Un plebiscito, promovido el 15 de marzo de 1860 por el Gobierno Provisional Toscano, decretó la anexión al Reino de Cerdeña regido por Víctor Manuel II y, de ahí, al naciente Reino de Italia.
Bajo Benito Mussolini, el territorio estuvo bajo el dominio del líder local del Partido Nacional Fascista, Dino Perrone Compagni. Tras la caída de Mussolini y el restablecimiento del Reino de Italia, la República Social Italiana fue establecida en las regiones septentrionales de Italia, con su frontera de facto en la Línea Gótica, una posición defensiva justo al norte de Florencia. Después del final de la República Social, y la transición de un Reino a la moderna República Italiana, Toscana nuevamente floreció como un centro cultural de Italia.

## Geografía humana

### Demografía
Toscana tiene 3 734 355 de habitantes (31-03-2010), con una densidad de población de 162,40 hab./km² en 2010, por debajo de la media nacional. Esto se debe principalmente a la baja densidad de población de las provincias de Arezzo, Siena y, sobre todo, Grosseto. La densidad más alta es la de la provincia de Prato seguida por las provincias de Pistoia, Livorno, la Ciudad metropolitana de Florencia y la provincia de Lucca, principalmente en las ciudades de Florencia, Livorno, Prato, Viareggio, Forte dei Marmi y Montecatini Terme. La distribución territorial de la población está cercanamente vinculada al desarrollo sociocultural y, más recientemente, el desarrollo económico e industrial de la Toscana.
En consecuencia, las zonas menos densamente pobladas son aquellas en las que la actividad principal es la agricultura, a diferencia de las otras donde, a pesar de la presencia de un número de grandes complejos industriales, las principales actividades están relacionadas con el turismo y los servicios relacionados, junto con una plétora de pequeñas firmas en el cuero, el vidrio, el papel y los sectores del vestido.
A partir de los años 1980, la región atrajo un intenso flujo de inmigrantes, en particular de China. Hay también una significativa comunidad de residentes británicos y estadounidenses. Para el año 2008, el ISTAT calculaba que 275 149 inmigrantes nacidos en el extranjero viven en la Toscana, lo que equivale al 7 % de la población regional total.
La capital de la Toscana, Florencia, es la localidad más poblada, con 369 745 habitantes (2010). Otras ciudades que superan los 50 000 habitantes son Prato (187 526 hab.), Livorno (160 884), Arezzo (99 812), Pistoia (90 265), Pisa (87 939), Lucca (84 826), Grosseto (81 216), Massa (70 947), Carrara (65 489), Viareggio (64 311), Siena (54 441) y Scandicci (50 215).

### Divisiones administrativas
Toscana está dividida administrativamente en una ciudad metropolitana y nueve provincias, todas ellas nombradas de la misma forma que la capital de la provincia. La más grande de ellas es la provincia de Grosseto, mientras que la más poblada es la Ciudad metropolitana de Florencia y la de mayor densidad de población es la provincia de Prato.
| Área                              | Superficie (km²) | Habitantes | Densidad (hab./km²) |
| --------------------------------- | ---------------- | ---------- | ------------------- |
| Ciudad metropolitana de Florencia | 3514             | 983 073    | 279,8               |
| Provincia de Arezzo               | 3232             | 345 547    | 106,9               |
| Provincia de Grosseto             | 4504             | 225 142    | 50,0                |
| Provincia de Livorno              | 1218             | 340 387    | 279,5               |
| Provincia de Lucca                | 1773             | 389 495    | 219,7               |
| Provincia de Massa-Carrara        | 1157             | 203 449    | 175,8               |
| Provincia de Pisa                 | 2448             | 409 251    | 167,2               |
| Provincia de Pistoia              | 965              | 289 886    | 300,4               |
| Provincia de Prato                | 365              | 246 307    | 674,8               |
| Provincia de Siena                | 3281             | 268 706    | 81,9                |

### Política
Toscana es plaza fuerte del partido de centro-izquierda Partido Democrático, formando con Emilia-Romaña, Umbría y las Marcas el famoso "Cuadrilátero Rojo" de la política italiana. En las elecciones generales de Italia de 2008, la Toscana dio más del 50 % de sus votos a Walter Veltroni, y solo 33,6 % a Silvio Berlusconi.

## Economía

### Agricultura

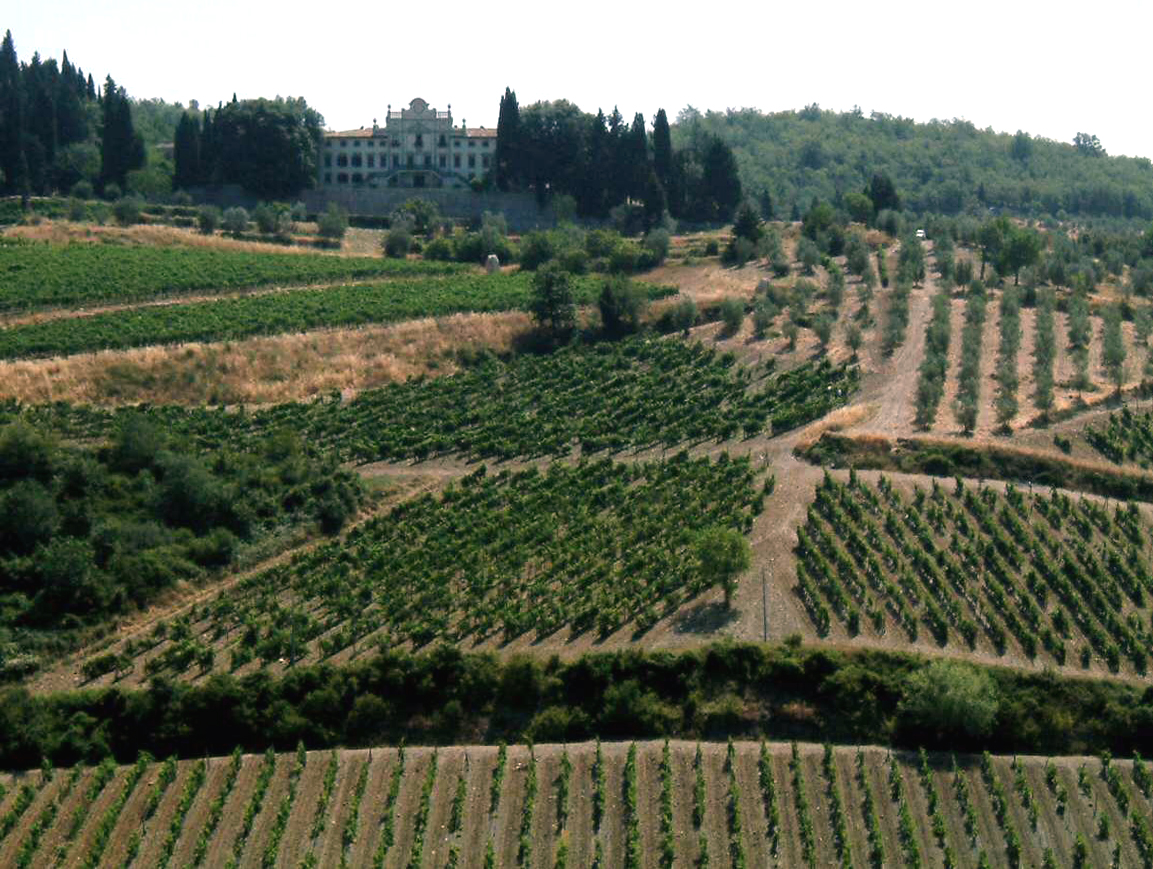
Viñedos en la región de Chianti

Aunque su importancia decae, la agricultura aún contribuye a la economía de la región. En las zonas de tierra adentro de la región se cultivan los cereales, las patatas, las aceitunas y las uvas usadas para elaborar vino. Las zonas pantanosas, bonificadas, producen actualmente hortalizas, arroz, tabaco, remolacha y girasoles.

### Industria
El sector industrial está dominado por la minería, dada la abundancia de recursos subterráneos. El subsuelo es relativamente rico en recursos minerales, con minas de oro, cobre, mercurio y minas de lignito, las famosas soffioni (fumarolas) en Larderello y vastas minas de mármol en Versilia. También tienen cierta importancia la industria química y farmacéutica, la industria del metal y del acero, el vidrio y la cerámica, así como el sector editorial. Áreas más pequeñas especializadas en la manufactura se encuentran tierra adentro: el cuero y el calzado en la parte suroeste de la Ciudad metropolitana de Florencia, la zona de plantas de invernadero en Pistoia, la cerámica y las industrias textiles en el área de Prato, motocicletas y motos en Pontedera, y el procesamiento de madera para la manufactura de los muebles de madera en la zona de Cascina. La industria pesada (minería, acero e ingeniería mecánica) se concentra a lo largo de la franja costera (zonas de Livorno y Pisa), donde también hay importantes industrias químicas. También debe destacarse la zona productora de mármol de Carrara y la industria del papel en Lucca.

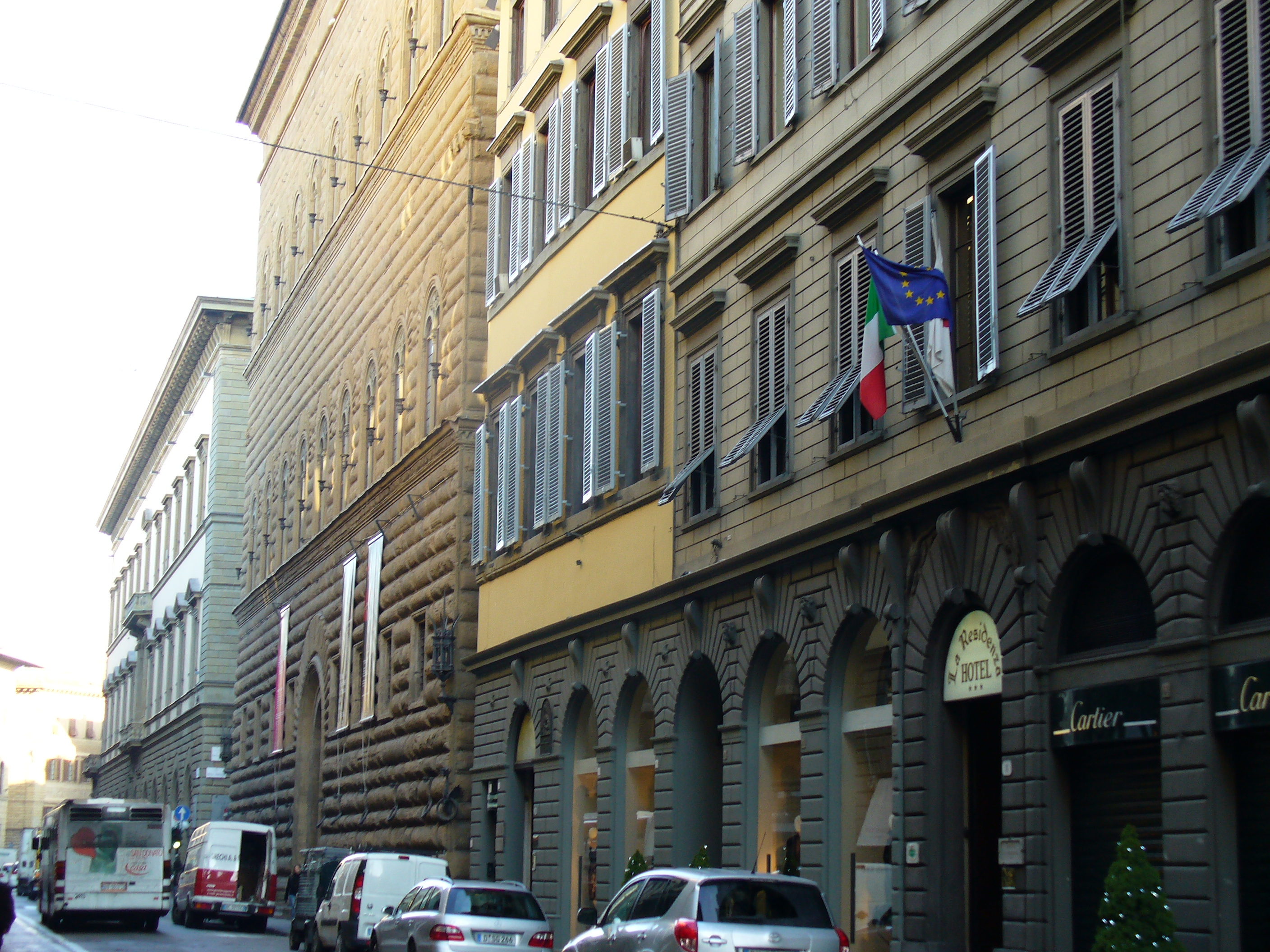
La Via de' Tornabuoni en Florencia, la calle más destacada para las compras y la moda, contiene algunas de las casas más lujosas del mundo, en ropa y joyería, como Roberto Cavalli, Ferragamo, Gucci, Versace y Bulgari, por nombrar algunas.

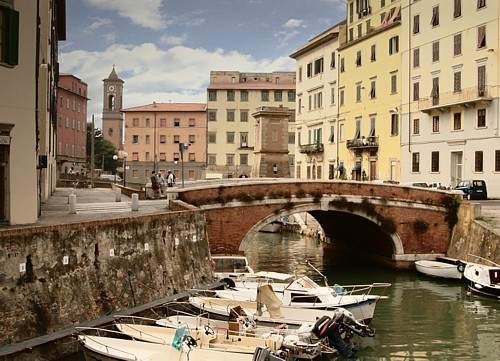
El puerto de Livorno

La industria textil y de la moda son pilares de la economía florentina. En el siglo XV, los florentinos estaban ya trabajando con telas de lujo como la lana y la seda. Hoy los grandes diseñadores en Europa usan la industria textil en Toscana y especialmente Florencia.

### Turismo
Casi sin excepción, cada ciudad y pueblo de Toscana tiene una considerable belleza natural y arquitectónica. Hay una corriente continua de visitantes a lo largo del año. Como resultado de ello, los servicios y las actividades de distribución, que son tan importantes para la economía de la región, son particularmente diversas y altamente organizadas.

### Transportes y comunicaciones
Los principales aeropuertos de la región son los de Pisa — Galileo Galilei y Florencia — Peretola.

## Cultura

### Dialecto
El toscano es el dialecto italiano que menos se ha distanciado del latín y ha evolucionado de forma lineal y homogénea. El toscano es la base de la lengua italiana, adoptado por ser el dialecto en el que escribieron sus obras grandes autores italianos como Dante Alighieri, Francesco Petrarca, Giovanni Boccaccio o Nicolás Maquiavelo, que le confirieron la autoridad de ser la lengua literaria de la península itálica. Tras el proceso de unificación de Italia fue adoptado como lengua oficial, gracias a la teoría desarrollada por Alessandro Manzoni para la elección de la lengua para la escritura de su obra Los novios, una lengua «aclarada en las aguas del Arno».
Los hablantes del dialecto toscano superan los tres millones, aunque cabe destacar que en la provincia de Massa-Carrara en lugar de este se habla el dialecto carrarés, clasificado entre los dialectos septentrionales del italiano.
El toscano es una mezcla de dialectos menores que presentan algunas diferencias que los distinguen entre ellos. A continuación se expone la subdivisión de los dialectos toscanos, dividida en septentrional, oriental, meridional y occidental. Dentro de los subdialectos toscanos se incluye el dialecto corso cismontano, hablado en la Córcega septentrional.
| Dialectos toscanos septentrionales                                                                    | Dialectos toscanos orientales                 | Dialectos toscanos meridionales                                                         | Dialectos toscanos occidentales                                                         |
| - Dialecto florentino - Dialecto pratense - Dialecto pistoyés - Dialecto pesciatino - Dialecto luqués | - Dialecto casentinés - Dialecto altotiberino | - Dialecto aretino-chianino - Dialecto sienés - Dialecto amiatino - Dialecto grossetano | - Dialecto viareggino - Dialecto pisano - Dialecto livornés - Dialecto corso cismontano |

### Arte

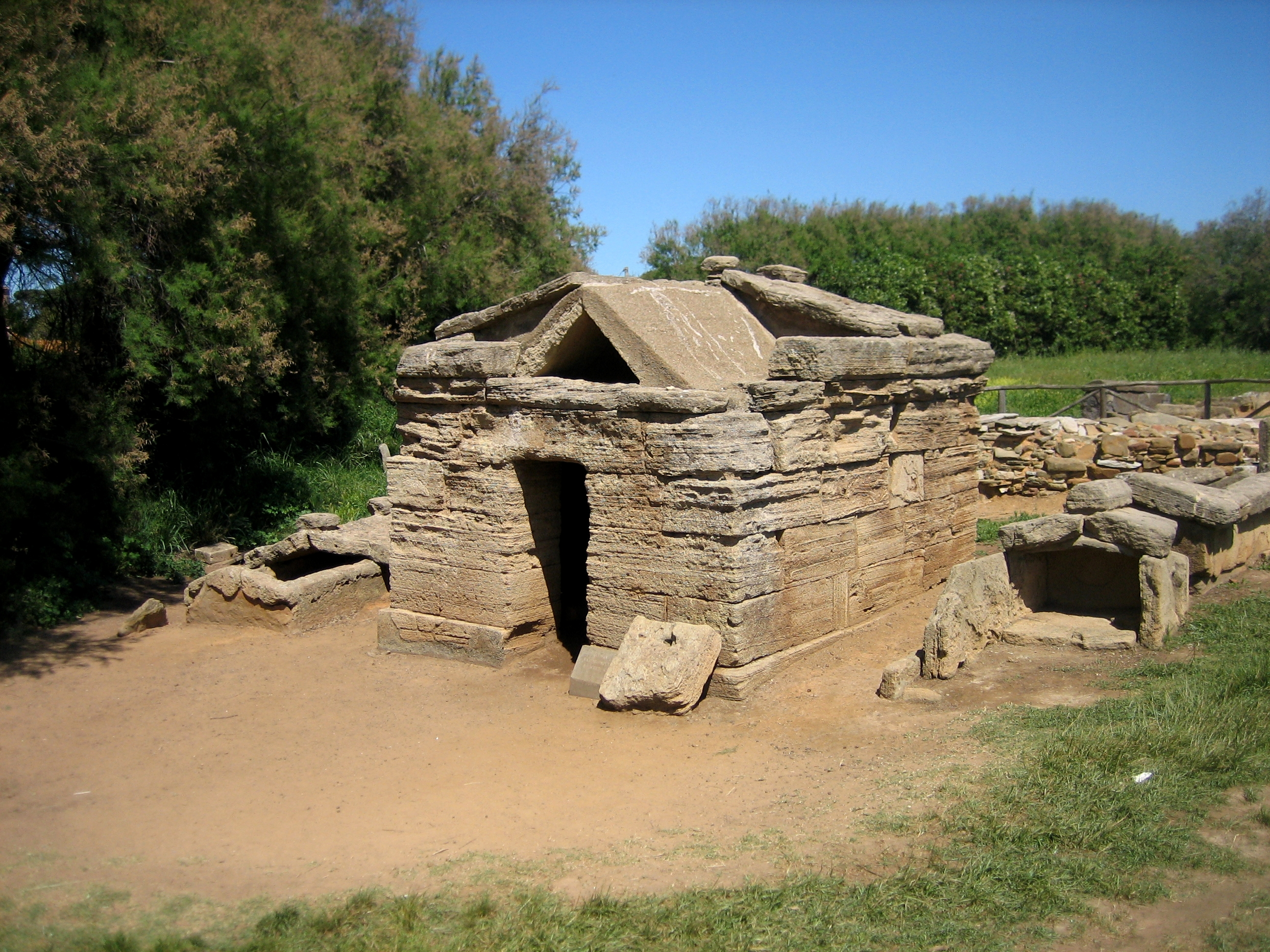
Necrópolis etrusca de Populonia

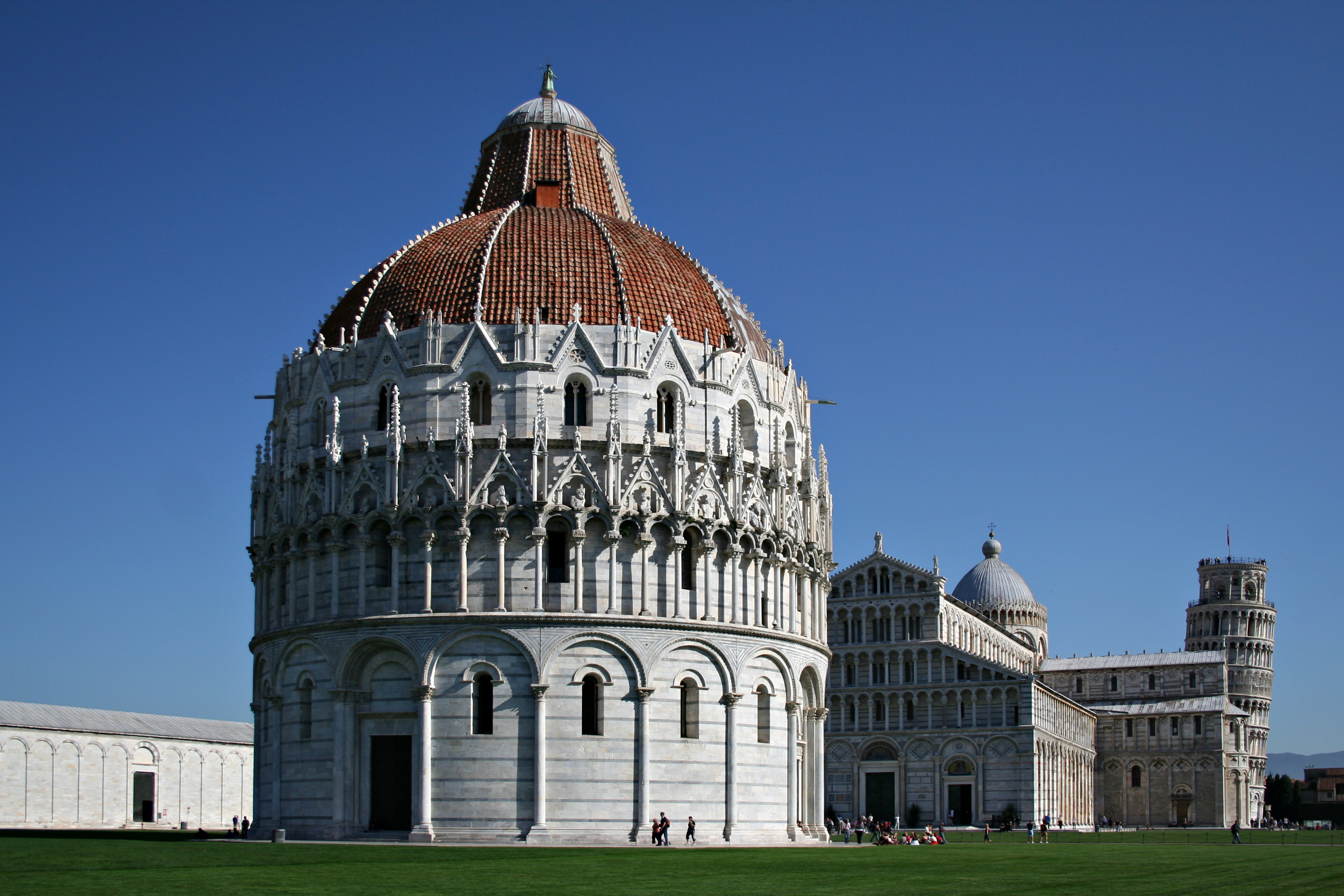
Vista de la Piazza dei Miracoli de Pisa, declarada Patrimonio de la Humanidad por la UNESCO

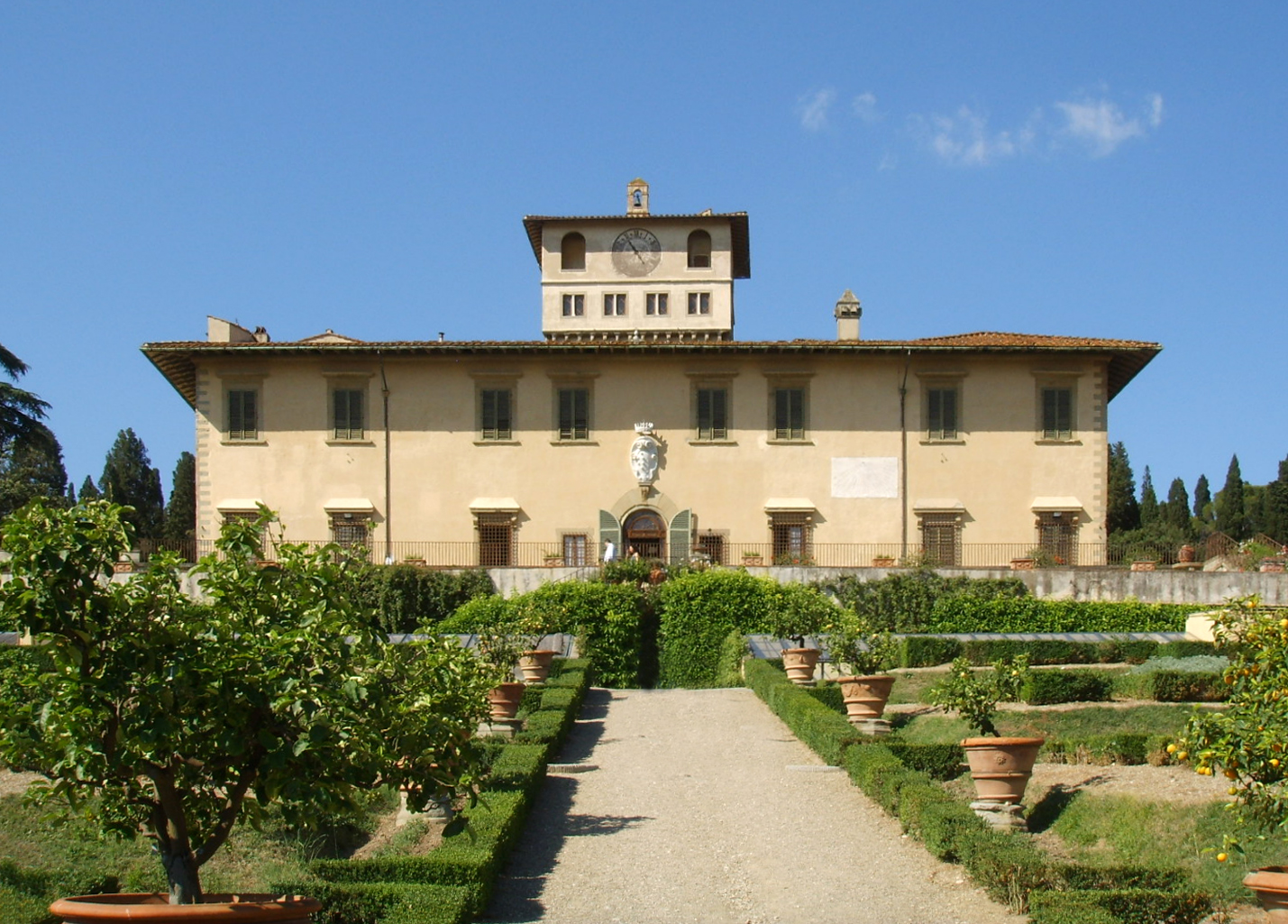
Villa La Petraia, en Florencia, una de las villas de los Médici

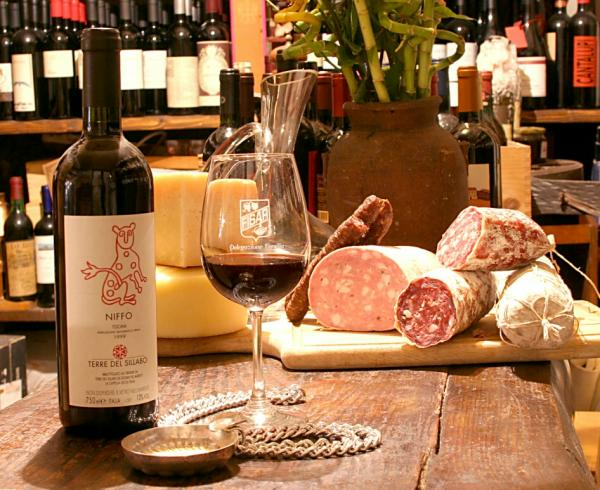
Un grupo de alimentos toscanos (de Lucca): vino, embutidos y diferentes tipos de salami y jamones

Toscana es conocida a nivel mundial por su gran riqueza de monumentos y obras de arte, así como por los conjuntos históricos de las ciudades de Florencia, Pisa, Siena y Lucca; menos conocidas para el público internacional resultan las ciudades de Arezzo, Grosseto, Pistoia y Prato y son prácticamente desconocidas para el turismo los monumentos de Livorno, Massa y Carrara.
Toscana ha sido a lo largo de la historia una región especialmente fecunda en el campo del arte. Civilizaciones como los etruscos y estilos artísticos como el Renacimiento tuvieron su origen en tierras toscanas. El actual territorio de la región cuenta con restos, yacimientos y testimonios de importancia de aquellas civilizaciones que la poblaron y de aquellos estilos artísticos que en ella se desarrollaron.
De la época etrusca destacan las necrópolis de Sovana, Vetulonia y Populonia. Entre los restos romanos que perduran en Toscana cabe destacar la colonia de Cosa, una de las excavaciones mejor conservadas de los primeros años de la República romana. De la Edad Media y sobre todo del Renacimiento proceden los restos más destacados de Toscana, declarados Patrimonio de la Humanidad por la UNESCO.
Los lugares toscanos inscritos como Patrimonio de la Humanidad por la UNESCO son los siguientes:
- Centro histórico de Florencia (1982)
- Plaza de los Milagros, Pisa (1987)
- Centro histórico de San Gimignano (1990)
- Centro histórico de Siena (1995)
- Centro histórico de la ciudad de Pienza (1996)
- Valle de Orcia (2004)

Las villas de los Médici son unos complejos arquitectónicos rurales que formaron parte de las posesiones de la familia Médici entre los siglos XV y XVII y que se encuentran en los alrededores de Florencia y en otros lugares de Toscana. Las villas eran palacios reales situados en la periferia de los terrenos administrados por los Médici, además de servir como centros de la actividad económica del área en la que estaban situadas.

### Gastronomía
La simplicidad es un elemento central de la cocina toscana. Se usan legumbres, pan, queso, hortalizas, champiñones y fruta fresca. Se elabora aceite de oliva virgen extra con aceitunas de Moraiolo, Leccino y Frantoiano. La trufa blanca de San Miniato aparece en octubre y noviembre. También se recoge en esta región el hongo funghi porcini.
Como entremés, son típicos los crostini di fegatini, una especie de tostadas de hígado. Plato de pasta típico de Toscana son los pappardelle, que son como unos tallarines más anchos. Otros primeros platos son: pappa al pomodoro, la ribollita, la carabaccia y la minestra al cavolo nero.
Hay embutidos como la finocchiona, una especie de salchichón aromatizado con hinojo, y también prosciutto toscano.
Carne de la mejor calidad procede del valle de Chiana, específicamente una ganadería conocida como Chianina usada para el bistec a la florentina (bistecca alla fiorentina), carne magra con hueso. La carne a la parrilla procede de Valdarno y del Mugello. También se produce carne de cerdo. Otras carnes destacadas son la trippa alla fiorentina, estofado en vino y el lampredotto, o el filetto alla griglia.
En cuanto a los postres, son famosos los cantucci de Prato, bizcochos o galletas de almendras duros que se remojan en vin santo, o el castagnaccio, elaborado con harina de castaña y piñones. La schiacciata alla fiorentina es un dulce típico del período de Carnaval, muy adecuado para fiestas infantiles, cuyos ingredientes principales son: naranjas y huevos.

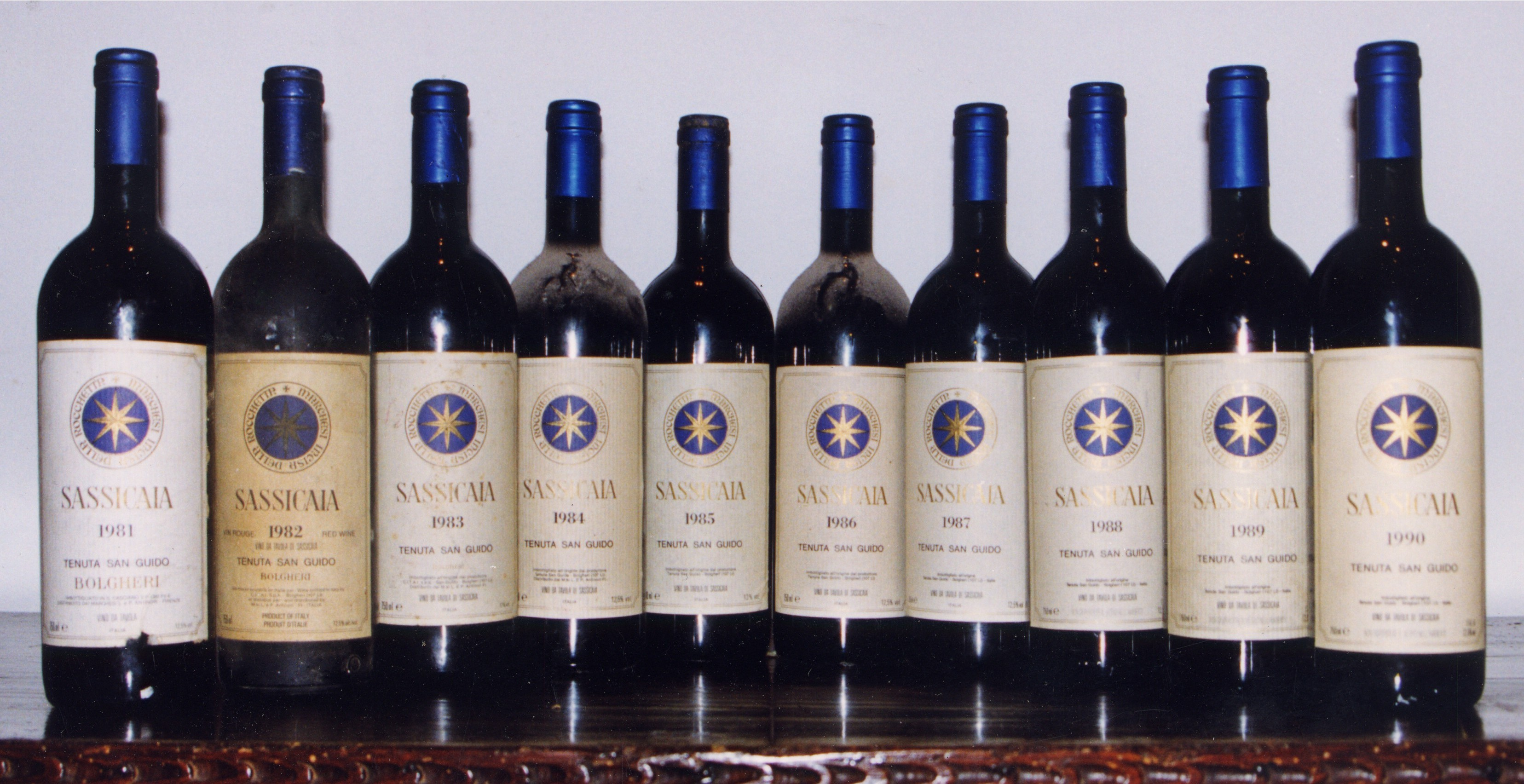
Colección de Bolgheri Sassicaia 1981-1990

En la tradición gastronómica toscana destacan sus vinos. El más famoso de ellos es, sin duda alguna, el Chianti, el más conocido internacionalmente. Actualmente, los vinos de Toscana se dividen en DOCG y 34 DOC, además de numerosas IGT, entre los que destacan algunas producciones de altísimo nivel, conocidas en el mundo enológico con el apelativo de supertoscanos.
Mientras las zonas de la Toscana central (Ciudad metropolitana de Florencia y Provincia de Siena) son destacadas en todo el mundo desde hace décadas por la producción del Chianti Classico, del Brunello di Montalcino y del Vino Nobile di Montepulciano, en los últimos años van siempre afirmándose en la escena internacional y los vinos producidos en las zonas costeras (provincia de Livorno y Grosseto), favorecidos principalmente por el clima más suave, seco y soleado, entre los cuales destaca la excelencia del Bolgheri Sassicaia o del tignanello, la estructura y el equilibrio de los vinos tintos de la Maremma (Morellino di Scansano, Montecucco y Monteregio di Massa Marittima) y la armonía de los blancos (Ansonica). Paralelamente al gran éxito de las producciones enológicas de las zonas costeras, deben señalarse también los siempre notables vinos tintos y blancos de la provincia de Arezzo. Entre los demás vinos de la Toscana, deben mencionarse el Carmignano, uno de los más antiguos de la Toscana producido en la comuna homónima en la provincia de Prato, la célebre Vernaccia di San Gimignano, el Pitigliano, el Montescudaio y el Vin Santo.

### Deporte
El equipo de fútbol más exitoso de la Toscana es la Fiorentina, que ha disputado más de 70 temporadas en la Serie A de Italia. Ha conseguido dos títulos y cinco subcampeonatos de liga, seis Copas de Italia y un subcampeonato de Europa. Otros equipos de la región que han disputado la Serie A son el Livorno, Empoli, Pisa, Lucchese, Siena y Pistoiese.
El Mens Sana Basket de Siena ha obtenido la Lega Basket Serie A siete veces consecutivas entre 2006/07 y 2012/13.
El Autódromo Internacional del Mugello es sede del Gran Premio de Italia del Campeonato Mundial de Motociclismo desde el año 1994. También ha albergado carreras del Campeonato Mundial de Superbikes, Campeonato Mundial de Resistencia, Campeonato FIA GT y Deutsche Tourenwagen Masters. En 2020 albergó por primera vez a la Fórmula 1, como sede del Gran Premio de la Toscana.
La Strade Bianche es una carrera de ciclismo de un día que se corre alrededor de Siena desde el año 2007 como parte del UCI WorldTour.